# Yamakoshi Kyotaro
Kyotaro Yamakoshi (sinh ngày 18 tháng 3 năm 1991) là một cầu thủ bóng đá người Nhật Bản.

## Sự nghiệp câu lạc bộ
Kyotaro Yamakoshi đã từng chơi cho Kawasaki Frontale và Tochigi SC.